# Chaszuri
Chaszuri (gruz. ხაშური, w czasach stalinowskich სტალინისი – Stalinisi) – miasto w środkowej Gruzji, w Kotlinie Środkowokartlijskiej, na przedgórzu Gór Lichskich.
Położone nad rzeką Kurą, założone w 1872 jako przystanek kolejowy zwany „Michajłowo”. Obecnie jest częścią regionu (mkhare) Wewnętrzna Kartlia i siedzibą dystryktu (raioni) Chaszuri.
W mieście działają Zakłady transportu kolejowego i przemysłu spożywczego, wytwórnia butelek dla rozlewni wód mineralnych. W pobliżu znajduje się uzdrowisko i ośrodek wypoczynkowy Surami.

## Galeria

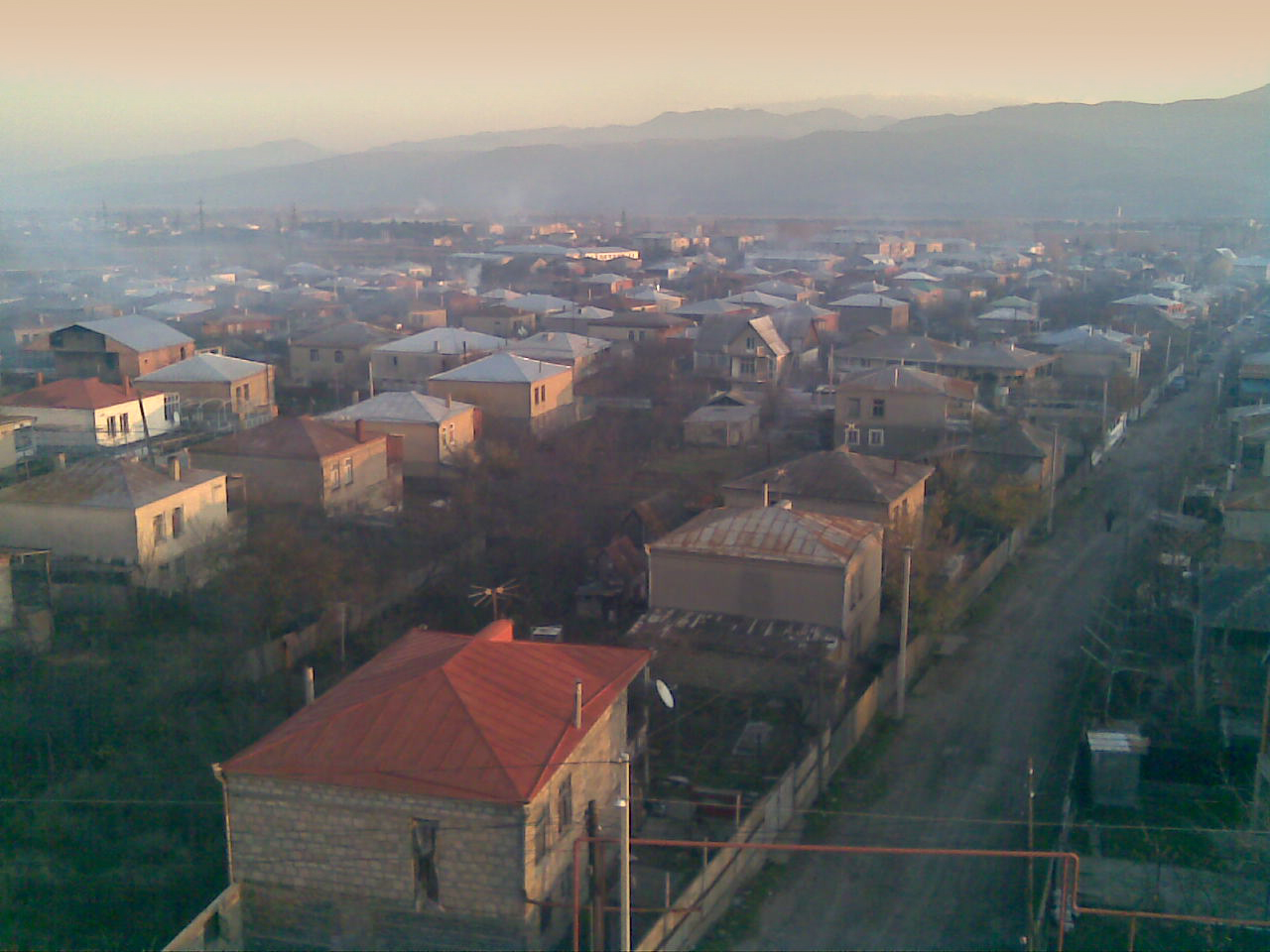
Świt w mieście
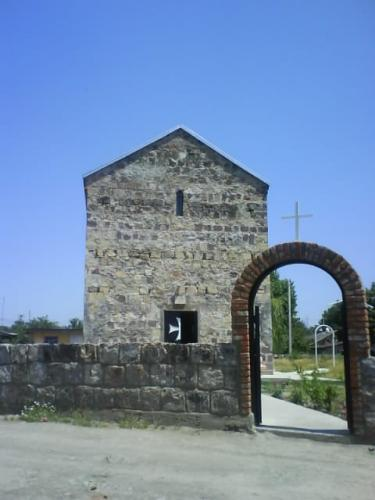
Kościół św. Barbary
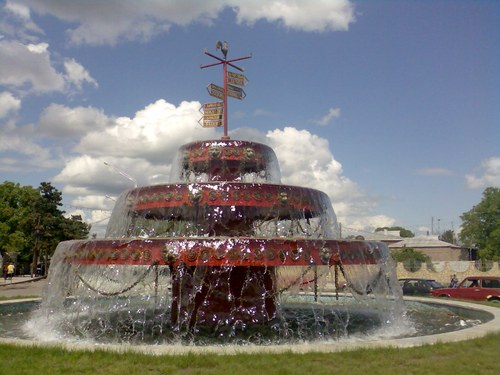
Fontanna w centrum